# Coppa Davis 2014 Zona Americana Gruppo III
Il Gruppo III della Zona America (Americas Zone) è il terzo e ultimo livello di competizione della zona Americana, una delle tre divisioni zonali della Coppa Davis 2014. I due vincitori sono ammessi al Gruppo II della Coppa Davis 2015.

## Nazioni partecipanti
- Bahamas
- Bermuda
- Costa Rica
- Cuba
- Giamaica

- Honduras
- Panama
- Porto Rico
- Trinidad e Tobago

## Formula
Le nove nazioni partecipanti vengono suddivise in due gironi (uno da 4 squadre e uno da 5) in cui ciascuna squadra affronta le altre incluse nel proprio girone (Pool). Le prime due in classifica di ciascun girone si qualificano alle semifinali, dove la prima di un girone affronta la seconda dell'altro. Le due nazioni vincenti vengono promosse al Gruppo II, pertanto non si disputa alcuna finale.

## Pool
- Sede: Palmas Athletic Club, Humacao, Porto Rico (cemento outdoor)
- Periodo: 2-7 giugno 2014

|   | Pool A (Dettagli) | Bahamas (bandiera) | Cuba (bandiera) | Honduras (bandiera) | Panama (bandiera) |
| 1 | Bahamas (2-1)     |                    | 1-2             | 3-0                 | 2-1               |
| 2 | Cuba (3-0)        | 2-1                |                 | 3-0                 | 3-0               |
| 3 | Honduras (1-2)    | 0-3                | 0-3             |                     | 3-0               |
| 4 | Panama (0-3)      | 0-3                | 1-2             | 0-3                 |                   |

|   | Pool B (Dettagli)       | Porto Rico (bandiera) | Costa Rica (bandiera) | Bermuda (bandiera) | Giamaica (bandiera) | Trinidad e Tobago (bandiera) |
| 1 | Porto Rico (4-0)        |                       | 2-1                   | 3-0                | 3-0                 | 3-0                          |
| 2 | Costa Rica (3-1)        | 1-2                   |                       | 3-0                | 3-0                 | 3-0                          |
| 3 | Bermuda (2-2)           | 0-3                   | 0-3                   |                    | 2-1                 | 3-0                          |
| 4 | Giamaica (1-3)          | 0-3                   | 0-3                   | 1-2                |                     | 2-1                          |
| 5 | Trinidad e Tobago (0-4) | 0-3                   | 0-3                   | 0-3                | 1-2                 |                              |

### Spareggi promozione

#### Cuba vs. Costa Rica
| Cuba 1 | Palmas Athletic Club, Huracao, Porto Rico 7 giugno 2014 Cemento (outdoor) | Palmas Athletic Club, Huracao, Porto Rico 7 giugno 2014 Cemento (outdoor) | Costa Rica 2 |     |     |  |
| \| \| \| \| 1 \| 2 \| 3 \| \| \| - \| \| --------------------------------------------------------------------- \| ---- \| --- \| --- \| \| \| 1 \| \| Randy Blanco Ignaci Roca \| 7 65 \| 6 2 \| \| \| \| 2 \| \| William Dorantes Sánchez Pablo Núñez \| 6 4 \| 3 6 \| 4 6 \| \| \| 3 \| \| Ernesto Alfonso / Randy Blanco Álvaro Daniel Riveros / Julián Saborío \| 3 6 \| 4 6 \| \| \| |                                                                           |                                                                           |              |     |     |  |
| |                                                                           |                                                                           | 1            | 2   | 3   |  |
| 1 | Cuba (bandiera) · Costa Rica (bandiera)                                   | Randy Blanco Ignaci Roca                                                  | 7 65         | 6 2 |     |  |
| 2 | Cuba (bandiera) · Costa Rica (bandiera)                                   | William Dorantes Sánchez Pablo Núñez                                      | 6 4          | 3 6 | 4 6 |  |
| 3 | Cuba (bandiera) · Costa Rica (bandiera)                                   | Ernesto Alfonso / Randy Blanco Álvaro Daniel Riveros / Julián Saborío     | 3 6          | 4 6 |     |  |

#### Porto Rico vs. Bahamas
| Porto Rico 2 | Palmas Athletic Club, Huracao, Porto Rico 7 giugno 2014 Cemento (outdoor) | Palmas Athletic Club, Huracao, Porto Rico 7 giugno 2014 Cemento (outdoor) | Bahamas 1 |     |     |  |
| \| \| \| \| 1 \| 2 \| 3 \| \| \| - \| \| --------------------------------------------------------------- \| --- \| --- \| --- \| \| \| 1 \| \| Gabriel Flores Ruiz Jamaal Adderley \| 6 3 \| 6 4 \| \| \| \| 2 \| \| Alex Llompart Devin Mullings \| 2 6 \| 6 4 \| 3 6 \| \| \| 3 \| \| Gilberto Álvarez / Alex Llompart Jamaal Adderley / Marvin Rolle \| 6 1 \| 5 7 \| 6 1 \| \| |                                                                           |                                                                           |           |     |     |  |
| |                                                                           |                                                                           | 1         | 2   | 3   |  |
| 1 | Porto Rico (bandiera) · Bahamas (bandiera)                                | Gabriel Flores Ruiz Jamaal Adderley                                       | 6 3       | 6 4 |     |  |
| 2 | Porto Rico (bandiera) · Bahamas (bandiera)                                | Alex Llompart Devin Mullings                                              | 2 6       | 6 4 | 3 6 |  |
| 3 | Porto Rico (bandiera) · Bahamas (bandiera)                                | Gilberto Álvarez / Alex Llompart Jamaal Adderley / Marvin Rolle           | 6 1       | 5 7 | 6 1 |  |

### V-VI posto

#### Honduras vs. Bermuda
| Honduras 2 | Palmas Athletic Club, Huracao, Porto Rico 7 giugno 2014 Cemento (outdoor) | Palmas Athletic Club, Huracao, Porto Rico 7 giugno 2014 Cemento (outdoor) | Bermuda 0 |     |     |             |
| \| \| \| \| 1 \| 2 \| 3 \| \| \| - \| \| ------------------------------------------------------------- \| --- \| --- \| --- \| ----------- \| \| 1 \| \| Alejandro Obando Gavin Manders \| 6 4 \| 3 6 \| 6 4 \| \| \| 2 \| \| Keny Turcios Neal Towlson \| 6 3 \| 6 0 \| \| \| \| 3 \| \| Alejandro Obando / Keny Turcios Jenson Bascome / Neal Towlson \| \| \| \| non giocato \| |                                                                           |                                                                           |           |     |     |             |
| |                                                                           |                                                                           | 1         | 2   | 3   |             |
| 1 | Honduras (bandiera) · Bermuda (bandiera)                                  | Alejandro Obando Gavin Manders                                            | 6 4       | 3 6 | 6 4 |             |
| 2 | Honduras (bandiera) · Bermuda (bandiera)                                  | Keny Turcios Neal Towlson                                                 | 6 3       | 6 0 |     |             |
| 3 | Honduras (bandiera) · Bermuda (bandiera)                                  | Alejandro Obando / Keny Turcios Jenson Bascome / Neal Towlson             |           |     |     | non giocato |

### VII-VIII posto

#### Panama vs. Giamaica
| Panama 2 | Palmas Athletic Club, Huracao, Porto Rico 7 giugno 2014 Cemento (outdoor) | Palmas Athletic Club, Huracao, Porto Rico 7 giugno 2014 Cemento (outdoor) | Giamaica 1 |     |     |  |
| \| \| \| \| 1 \| 2 \| 3 \| \| \| - \| \| ---------------------------------------------------------------- \| --- \| --- \| --- \| \| \| 1 \| \| Walner Espinoza Vincenzo Ciccone \| 5 7 \| 6 1 \| 6 0 \| \| \| 2 \| \| Luis Gómez Daniel Harris \| 7 6 \| 4 6 \| 1 6 \| \| \| 3 \| \| José Gilbert Gómez / Luis Gómez Vincenzo Ciccone / Daniel Harris \| 4 6 \| 6 4 \| 6 2 \| \| |                                                                           |                                                                           |            |     |     |  |
| |                                                                           |                                                                           | 1          | 2   | 3   |  |
| 1 | Panama (bandiera) · Giamaica (bandiera)                                   | Walner Espinoza Vincenzo Ciccone                                          | 5 7        | 6 1 | 6 0 |  |
| 2 | Panama (bandiera) · Giamaica (bandiera)                                   | Luis Gómez Daniel Harris                                                  | 7 6        | 4 6 | 1 6 |  |
| 3 | Panama (bandiera) · Giamaica (bandiera)                                   | José Gilbert Gómez / Luis Gómez Vincenzo Ciccone / Daniel Harris          | 4 6        | 6 4 | 6 2 |  |

## Verdetti
- Promosse al Gruppo II nel 2015:  Costa Rica -  Porto Rico